# 満天星 (小惑星)
満天星（どうだんつつじ、6786 Doudantsutsuji）は、小惑星帯に位置する小惑星。
1991年2月、栃木県烏山町（現・那須烏山市）の烏山天文台で、伊野田繁と浦田武が発見した。

## 命名
ツツジ科の植物ドウダンツツジ（満天星、灯台躑躅）に因んで命名された。
命名文では、ドウダンツツジの漢字表記（「満天星」）が "the stars of the whole sky"を意味することが言及されている。